# Governatore di Milano

Stato di Milano in chiaro

Governatore di Milano era una carica politica e militare dello Stato di Milano, titolo spettante ai rappresentanti dei sovrani stranieri che si succedettero nel dominio sul milanese dal XVI secolo sino all'Unità d'Italia. Il primo della serie di Governatori fu lo spagnolo Antonio de Leyva, nominato il 2 novembre 1535 dopo la morte dell'ultimo duca di casa Sforza, Francesco II, sopraggiunta il 24 ottobre di quell'anno.

## L'uso del termine di "vicario" come governatore
In tempi antichi le funzioni del moderno governatore vennero assunte dal vicario imperiale, istituito da Lotario I come suo rappresentante nei domini milanesi e italiani.
Tale carica ebbe valenza governatoriale dall'840 al 975 e dal 980 al 1042, cadendo poi definitivamente in disuso.
Nel secondo periodo, la carica di Vicario venne mantenuta dagli arcivescovi di Milano che detennero tale funzione sino alla definitiva rottura dei rapporti col Sacro Romano Impero.

### Vicari imperiali in carica di governatori

#### Periodo imperiale
- Leone (840-865)
- Alberico (865-892)
- Maginfredo (892-901)
- Sigifredo (901-918)
- Berengario (918-962)
- Oberto (962-975)

dopo cinque anni in cui l'Imperatore del Sacro Romano Impero riprende direttamente le redini del governo a Milano, la carica torna a essere concessa nella persona dell'arcivescovo di Milano.

#### Periodo arcivescovile
- Arderico Cotta (940 - 15 ottobre 948), già arcivescovo di Milano dal 936

Manasse d'Arles non ottiene il vicariato
- Adelmano (948 - 953 dimesso)
- Valperto de' Medici (953 - 6 novembre 970 deceduto)
- Arnolfo I (970 - 16 aprile 974)
- Gotofredo (27 luglio 974 - 19 settembre 979 deceduto)
- Landolfo II da Carcano (23 dicembre 979 - 23 marzo 998)
- Arnolfo II da Arsago (19 maggio 998 - 25 febbraio 1018)
- Ariberto da Intimiano (16 marzo 1018 - 1042, arcivescovo di Milano sino al 1046)

## Il Governatore durante il periodo francese
La carica di Governatore, abolita durante il periodo della signoria viscontea prima e sforzesca poi, venne ripristinato nel breve periodo di tempo della reggenza francese del Ducato di Milano tra la fine del Quattrocento e la prima metà del Cinquecento.
I governatori, in questo periodo, svolgevano perlopiù la mansione di comandanti militari delle guarnigioni reali a Milano, risiedevano al Castello Sforzesco e avevano il titolo di Castellani.

### Governatori del periodo francese
| Dal               | Al               | Governatore                                                        | |
| ----------------- | ---------------- | ------------------------------------------------------------------ | --- |
| 1499              | 1500             | Gian Giacomo Trivulzio, marchese di Vigevano                       | |
| 1500              | 1510             | Charles II d'Amboise, signore di Chaumont                          | |
| 25 giugno 1511    | 11 aprile 1512   | Gastone di Foix, duca di Nemours                                   | |
| 1512              | 1515             | Completa restaurazione sforzesca (Duca Ercole Massimiliano Sforza) | |
| 1516              | 1516             | Carlo III, duca di Borbone                                         | |
| 1517              | 1522             | Odet de Foix, visconte di Lautrec                                  | Nel 1521 Francesco II Sforza viene restaurato al Ducato di Milano dalle forze imperiali, ma deve esercitare il suo potere confrontandosi costantemente con le forze occupanti del re di Francia e le ingerenze imperiali. Tiene con difficoltà il controllo del Ducato fino alla morte, nel 1535 |
| 15 settembre 1524 | 1525             | Michele Antonio di Saluzzo                                         | Nel 1521 Francesco II Sforza viene restaurato al Ducato di Milano dalle forze imperiali, ma deve esercitare il suo potere confrontandosi costantemente con le forze occupanti del re di Francia e le ingerenze imperiali. Tiene con difficoltà il controllo del Ducato fino alla morte, nel 1535 |
| 1525              | 24 febbraio 1525 | Teodoro Trivulzio                                                  | Nel 1521 Francesco II Sforza viene restaurato al Ducato di Milano dalle forze imperiali, ma deve esercitare il suo potere confrontandosi costantemente con le forze occupanti del re di Francia e le ingerenze imperiali. Tiene con difficoltà il controllo del Ducato fino alla morte, nel 1535 |

## Il Governatore durante il periodo asburgico
Con l'estinzione della casata degli Sforza nel 1535, Carlo V d'Asburgo assunse il controllo diretto del Ducato di Milano in quanto feudo Imperiale. La figura del Governatore Imperiale di Milano era però già stata istituita nel 1526, a seguito della Battaglia di Pavia e del passaggio del ducato dalla Francia agli Sforza sotto la protezione dell'Imperatore.
| Dal              | Al                | Governatore                                       | Note | Regnante            |
| ---------------- | ----------------- | ------------------------------------------------- | --- | ------------------- |
| 6 luglio 1526    | 21 maggio 1527    | Carlo III, duca di Borbone                        | |                     |
| 1 marzo 1531     | 1532              | Alessandro Bentivoglio                            | Luogotenente generale | Francesco II Sforza |
| 13 novembre 1535 | 15 settembre 1536 | Antonio de Leyva, principe di Ascoli              | Prese possesso di Milano il 27 novembre 1535, morto in carica nel 1536 durante la guerra in Provenza. Il corpo fu trasportato a Milano e sepolto nella Basilica di San Dionigi. | Carlo V d'Asburgo   |
| 9 ottobre 1536   | 28 gennaio 1538   | Cardinale Marino Ascanio Caracciolo               | Fu prima Gran Cancelliere, poi Governatore per gli affari politici ed economici, morto in carica; le funzioni militari erano di competenza del marchese Del Vasto con titolo di Capitano Generale in Italia. | Carlo V d'Asburgo   |
| febbraio 1538    | 31 marzo 1546     | Alfonso d'Avalos d'Aquino, marchese del Vasto     | Governatore militare, ebbe anche responsabilità degli affari politici ed economici. Sotto il suo governo si pubblicarono le Nuove Costituzioni e fu riorganizzata l'attività dei tribunali. Morì a Vigevano alla fine di marzo del 1546.                                                                              | Carlo V d'Asburgo   |
| aprile 1546      | ottobre 1546      | Alvaro de Luna, castellano del Castello Sforzesco | Governò ad interim. | Carlo V d'Asburgo   |
| ottobre 1546     | 19 marzo 1554     | Ferrante Gonzaga, principe di Molfetta            | Entrò a Milano il 19 giugno 1546; fu costretto a lasciare la carica di Governatore nel marzo del 1555 per via di certe accuse mossegli dal Castellano di essere mancante nelle sue funzioni. Fu assolto dalle accuse ma non tornò alla carica di Governatore. Sotto il suo governo perfezionò i Bastioni della città. | Carlo V d'Asburgo   |

## Il Governatore durante il periodo spagnolo

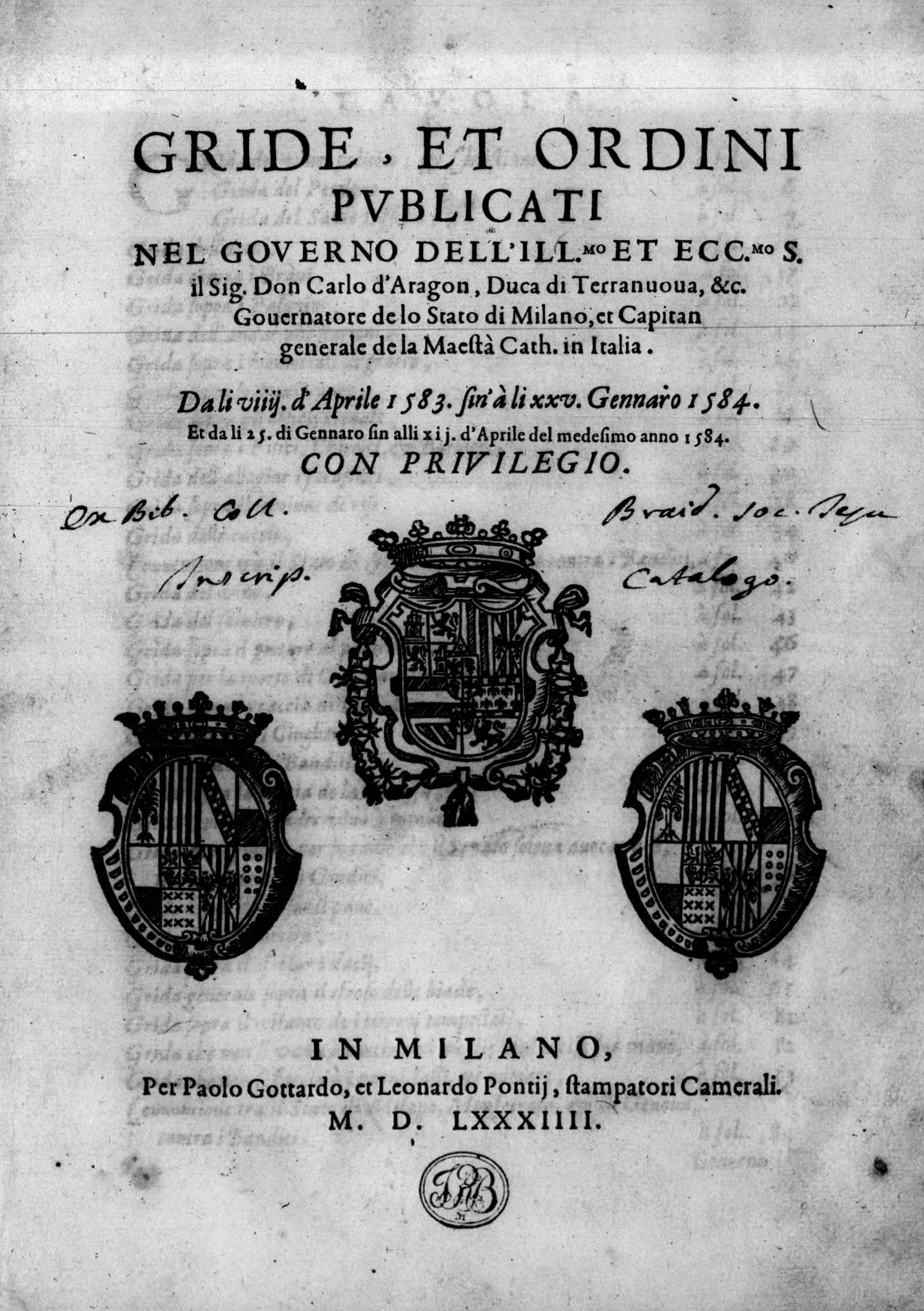
Gride, et ordini pubblicati nel Governo dell'illustrissimo et eccellentissimo signor Don Carlo d'Aragon, Milano 1584

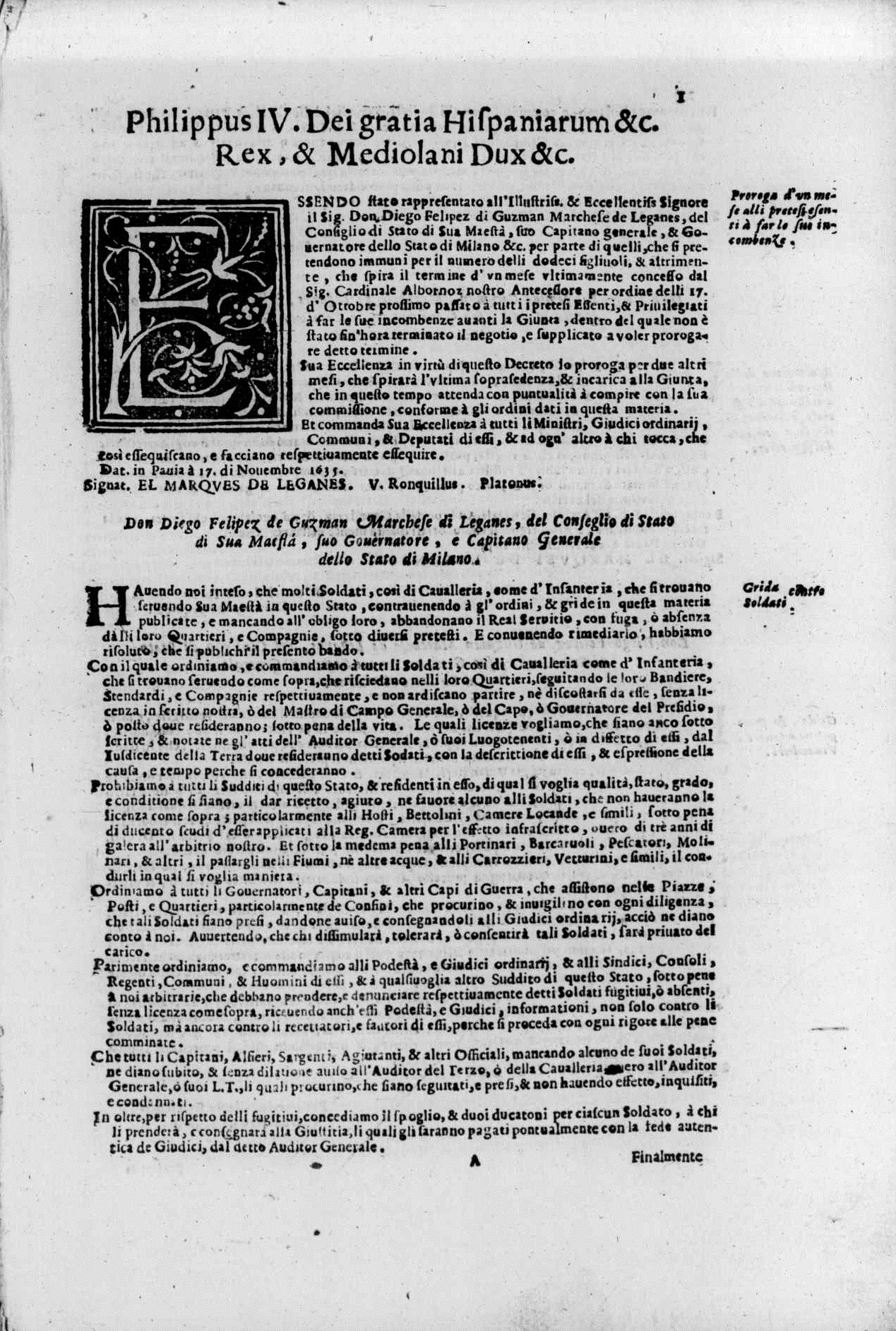
Libro delle gride, bandi, et ordini fatti, e publicati nella citta, e Stato di Milano (1645) di Diego Felipe de Guzmán, governatore del Ducato di Milano dal 1635 al 1640

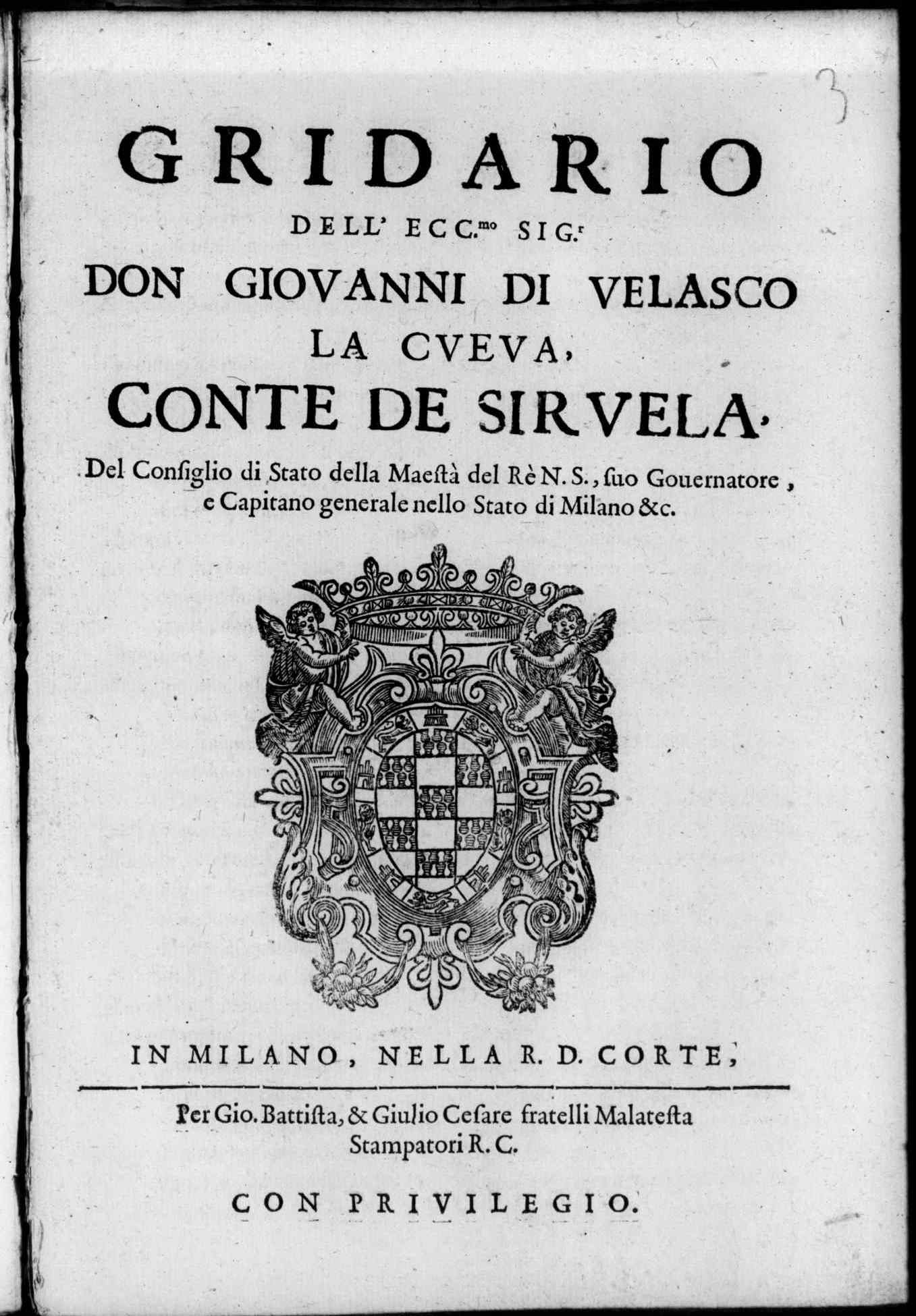
Gridario di Juan de Velasco de la Cueva y Pacheco, governatore del Ducato dal 1640 al 1643

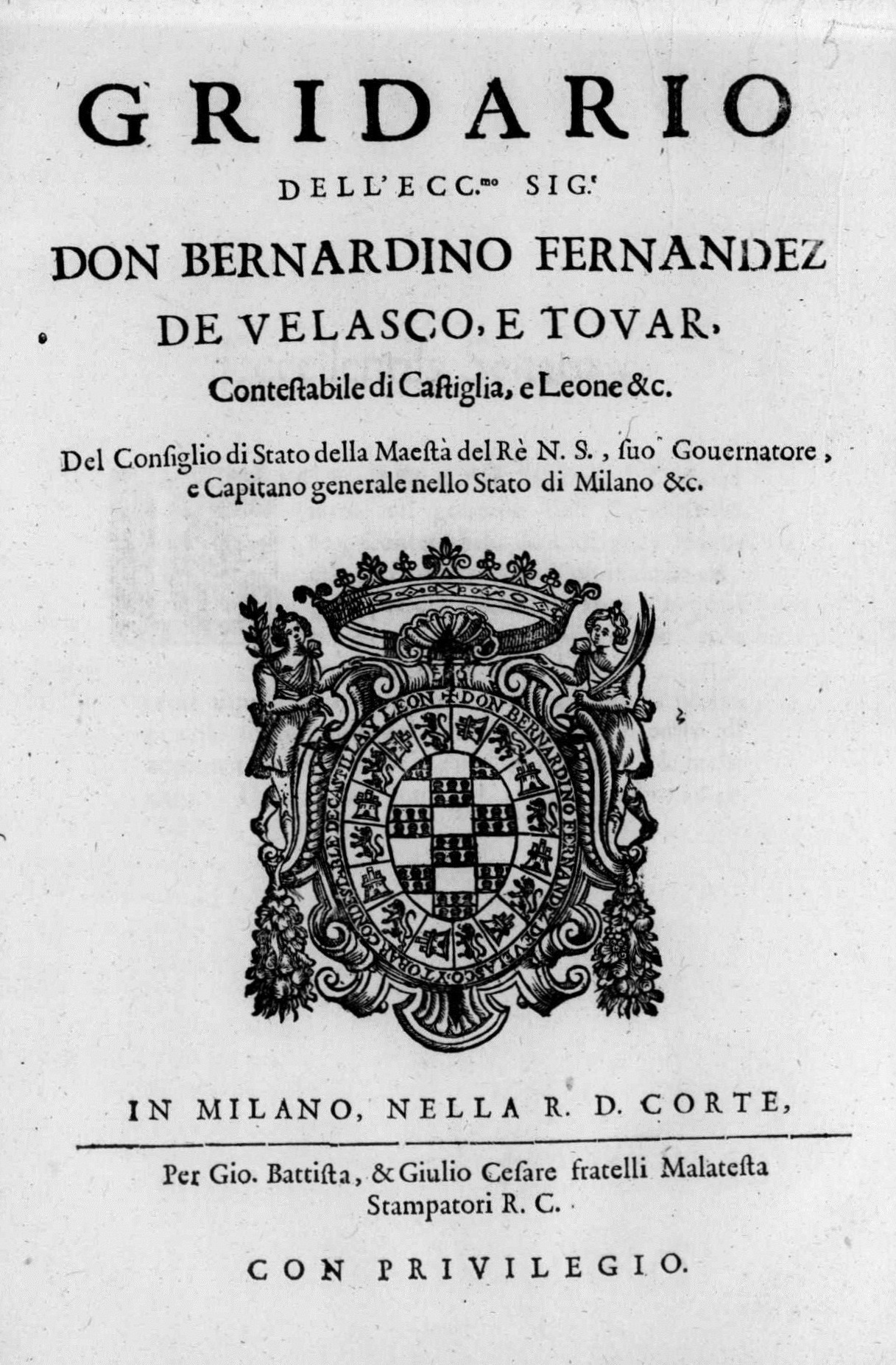
Gridario (raccolta di gride) del 1647 di Bernardino Fernández de Velasco, governatore dal 1645 al 1647

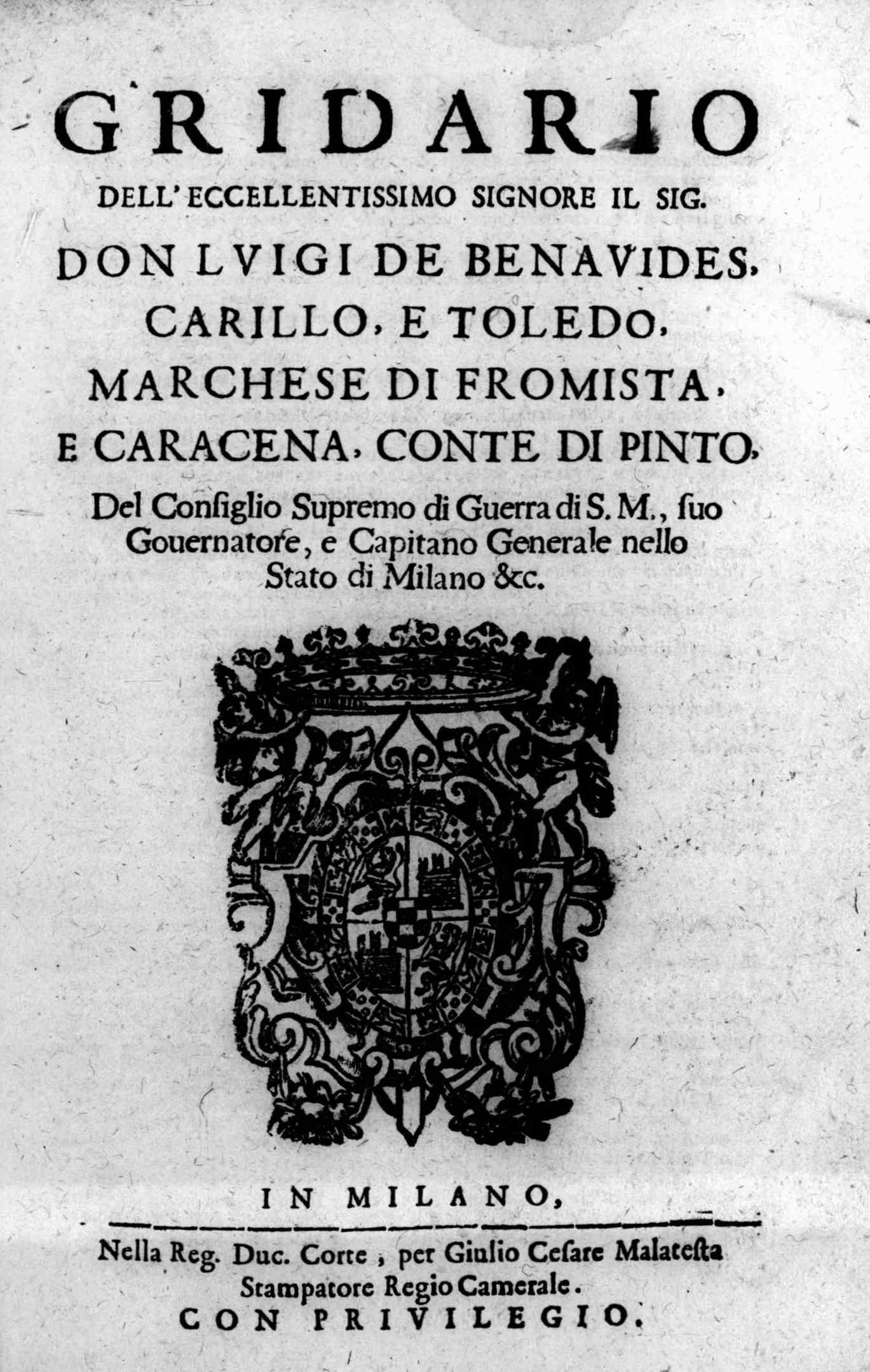
Gridario del 1650 di Luis de Benavides Carrillo, governatore dal 1648 al 1655

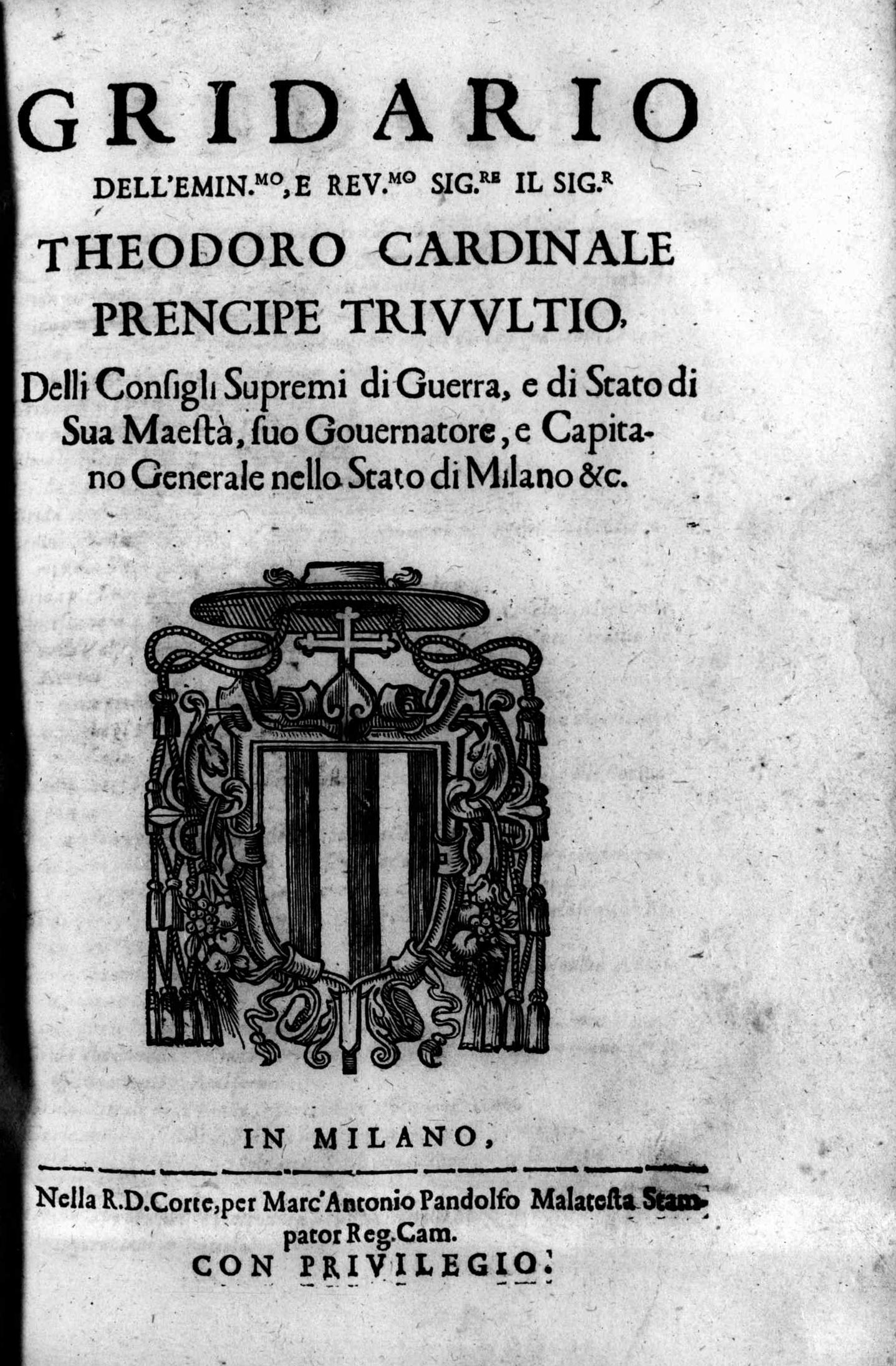
Gridario del governatore di Milano e cardinale Giangiacomo Teodoro Trivulzio, 1656

### Carica

#### Nomina
Nel 1554, Carlo V lasciava il Ducato di Milano a Filippo II di Spagna (avendolo già investito segretamente nel 1540). Durante il periodo spagnolo il Governatore era nominato dal Consiglio di Stato, presieduto dal Re, su proposta del Supremo Consiglio d'Italia, per tre anni, anche se mancavano norme formali al riguardo. Doveva appartenere alla nobiltà, quasi sempre quella spagnola, ma anche quella lombarda - di solito purché la sua stirpe avesse origini spagnole. All'assunzione dell'ufficio riceveva il giuramento della città di Milano, dei decurioni e dei principali feudatari del Ducato.

#### Poteri
Il Governatore aveva attribuzioni tipiche di un Capo di Stato, anche se dipendente dal Re di Spagna. Presiedeva il Consiglio generale dei 60 decurioni (il più prestigioso organo dell'amministrazione cittadina milanese). Aveva il potere d'ordinanza (ossia normativo), poteva concedere la grazia plenaria ai condannati e nominare assemblee o commissioni di senatori, vicari e decurioni. Aveva inoltre il compito di nominare molte delle più alte cariche dello stato, inclusi i ministri, i vicari, i magistrati e gli ambasciatori (nominava direttamente le figure annuali e biennali, mentre proponeva una rosa di nomi al Supremo Consiglio d'Italia per quelle di durata superiore o vitalizia). Per bilanciare gli ampi poteri del Governatore, fu istituita la figura del Gran Cancelliere: vertice del potere esecutivo, doveva inoltre ratificare leggi, editti e provvedimenti del Consiglio segreto, del Senato e del Governatore, avendo potere di veto incontrastato su entrambi. Neppure le decisioni del Governatore avevano valore legale o potevano entrare in atto senza l’imprimatur del Cancelliere, che non poteva essere oltrepassato. Il Governatore era inoltre tenuto a rendere conto del proprio operato al Re, rappresentato dal Governo centrale dell’Escuriale.
Alle sue dipendenze era posto un vasto apparato consultivo, diretto dal Gran Cancelliere, denominato Cancelleria segreta; era inoltre affiancato da un organo collegiale consultivo ed esecutivo, il Consiglio segreto, i cui membri erano di norma interamente nominati dal Governatore e che svolgeva mansioni nel potere legislativo, esecutivo e talora anche giudiziario. Il Governatore poteva nominare - o rimuovere - sia il Vice Cancelliere, capo della Cancelleria segreta, sia il Segretario generale del Consiglio segreto, ma doveva prima avvisare il Re in persona, inoltre era necessaria la ratifica del Senato tramite maggioranza assoluta. Poteva anche emettere gride di proprio pugno, ma oltre all’imprimatur del Gran Cancelliere era anche necessaria la firma del Segretario generale. Non aveva il comando delle forze armate (che spettava al Castellano, sebbene talvolta le due cariche fossero unite nella stessa persona); ciononostante, non di rado i Governatori erano comandanti e conducevano di persona guerre od operazioni militari, come nel caso di Don Gonzalo Fernández e Ambrogio Spinola, che nel periodo della peste di Milano lasciarono temporaneamente il proprio incarico e i pieni poteri al Cancelliere Don Antonio Ferrer per coadiuvare la guerra di successione di Mantova e del Monferrato.

#### Limitazioni
Il Governatore era la massima autorità (quantomeno civile) nel ducato, e pertanto poteva esercitare il proprio potere (imperium) impartendo ordini inappellabili alla maggior parte delle altre cariche o istituzioni, purché fossero rispettate le leggi vigenti del ducato e del Re. Tuttavia, alcune figure non erano subordinate alla sua autorità o potevano perfino limitarla:
- Il sigillo e l’imprimatur del Gran Cancelliere erano sempre necessari perché qualunque provvedimento del Governatore avesse valore o fosse attuato, e non era possibile oltrepassare questo vincolo. Il Cancelliere non era tenuto a giustificare l’eventuale esercizio del proprio potere di veto. Inoltre, egli poteva agire in modo del tutto indipendente dal Governatore, cui non era subordinato.[13][14][15]
- I senatori e il Presidente del Senato non erano soggetti all’autorità governatoriale. Inoltre, qualora il Governatore violasse le leggi del ducato o commettesse abuso di potere, il Senato poteva porre il veto o bloccare i suoi provvedimenti, o addirittura sospenderlo temporaneamente, cedendo il suo incarico al Gran Cancelliere.[5][13][15]
- Il Gran Cancelliere Vicario e il Segretario generale del Consiglio segreto, benché la loro nomina fosse proposta dal Governatore, non erano direttamente subordinati alla sua autorità. Il Segretario generale doveva inoltre ratificare (insieme al Gran Cancelliere) gli atti del Consiglio.[6][15]

La dipendenza del Castellano dal Governatore fu invece soggetta a rilevanti variazioni nel corso del tempo.

#### Vacanza
In caso di assenza o impedimento del Governatore, le sue funzioni erano svolte in un primo tempo dal Castellano o dal Presidente del Senato (carica che, agli albori del ducato, era presumibilmente unita a quella di Governatore); a partire dal XVII secolo, quest’onere passò invece al Gran Cancelliere. Qualora la vacanza del Governatore fosse prolungata, per esempio a causa di una guerra o di un insediamento particolarmente lungo, il Cancelliere poteva assumere il ruolo di Governatore ad interim o di Reggente (ruolo che in alcuni casi poteva essere confermato), oppure governare il ducato come Presidente della Giunta Interina. Era frequente che l’inserimento del Governatore successivo richiedesse numerose settimane, o persino più di un anno.

#### Trattamento
Come il Gran Cancelliere, il Governatore percepiva una retribuzione di 24.000 ducati annui e riceveva il trattamento di Don e Sua Eccellenza (S.E.). Le ordinanze e gli editti emessi da Cancelliere e Governatore erano caratterizzati dal formalismo Ex Ordine Suæ Excellentiæ (raramente abbreviato in E.O.S.E.).

### Lista dei Governatori nel periodo spagnolo
| Dal                | Al                                         | Governatore                                                                        | Note | Regnante              |
| ------------------ | ------------------------------------------ | ---------------------------------------------------------------------------------- | --- | --------------------- |
| 26 gennaio 1554    | 25 luglio 1554                             | Presidente e del Senato e del Grancancelliere di Milano                            | Reggenza in assenza di Ferrante Gonzaga |                       |
| 16 agosto 1554     | 14 aprile 1555                             | Presidente e del Senato e del Grancancelliere di Milano                            | Conferma della reggenza | Filippo II di Spagna  |
| 14 aprile 1555     | 1555                                       | Fernando Álvarez de Toledo, terzo duca di Alba                                     | | Filippo II di Spagna  |
| 8 dicembre 1555    | agosto 1557                                | Cardinale Cristoforo Madruzzo, principe-vescovo di Trento                          | Rimosso dall'incarico | Filippo II di Spagna  |
| agosto 1557        | aprile 1558                                | Giovanni de Figueroa, castellano di Milano                                         | Ad interim | Filippo II di Spagna  |
| 24 aprile 1558     | dicembre 1559                              | Gonzalo II Fernández de Córdoba, duca di Sessa                                     | Primo mandato | Filippo II di Spagna  |
| 10 dicembre 1559   | settembre 1561                             | Francesco Fernando d'Avalos, marchese di Pescara                                   | | Filippo II di Spagna  |
| 20 settembre 1561  | gennaio 1564                               | Gonzalo II Fernández de Córdoba, duca di Sessa                                     | Secondo mandato | Filippo II di Spagna  |
| 18 gennaio 1564    | 21 agosto 1571                             | Gabriel de la Cueva, duca di Albuquerque                                           | Morto in carica | Filippo II di Spagna  |
| 8 settembre 1571   | dicembre 1571                              | Alvaro de Sande, signore di Valdefuentes                                           | | Filippo II di Spagna  |
| 8 dicembre 1571    | aprile 1573                                | Luis de Zúñiga y Requesens, cavaliere di Santiago                                  | | Filippo II di Spagna  |
| aprile 1573        | novembre 1573                              | Andrés Ponce de León y de las Infantas, signore di Sumaria e Mazalquivir           | Ad interim Già Gran Cancelliere, Cancelliere Vicario, Cancelliere di Granada, membro del Supremo Consiglio d'Italia e del Consiglio di Stato e Castiglia | Filippo II di Spagna  |
| novembre 1573      | 20 aprile 1580                             | Antonio de Guzmán, marchese di Ayamonte                                            | Morto in carica | Filippo II di Spagna  |
| aprile 1580        | 10 luglio 1580                             | Juan Vicente Lope de Montenegro y Sarmiento, signore di Sobrano e Trabanca         | Pro tempore in seguito al decesso di Antonio de Guzmán Già Gran Cancelliere, Cancelliere Vicario, Cancelliere di Granada e membro del Consiglio di Stato e Castiglia | Filippo II di Spagna  |
| 10 luglio 1580     | 1581                                       | Sancho de Guevara y Padilla, castellano di Milano                                  | Ad interim | Filippo II di Spagna  |
| 27 marzo 1581      | 1581                                       | Alonso Pérez de Guzmán y Sotomayor, duca di Medina Sidonia                         | Non occupò la carica | Filippo II di Spagna  |
| 15 ottobre 1581    | maggio 1592                                | Carlo d'Aragona Tagliavia, principe di Castelvetrano                               | Rimosso per autoritarismo e abuso di potere, che aveva condotto ad uno scontro tra Don Diego Salazar e il conte Giovanni de Salamanca, membro del Supremo Consiglio d’Italia, riguardo l’insegnamento del Gran Cancelliere designato dal Re. Già Capitano Generale |                       |
| 10 maggio 1592     | gennaio 1600                               | Juan Fernández de Velasco, duca di Frias e connestabile di Castiglia               | Primo mandato |                       |
| gennaio 1600       | aprile 1600                                | Diego Salazar, conte di Romanengo                                                  | Ad interim (primo mandato) Già Reggente e poi Presidente del Supremo Consiglio d’Italia, Gran Cancelliere e Cancelliere Vicario |                       |
| 20 aprile 1600     | 22 luglio 1610                             | Pedro Enríquez de Acevedo, conte di Fuentes                                        | Morto in carica | Filippo III di Spagna |
| 22 luglio 1610     | 2 ottobre 1610                             | Diego Salazar, conte di Romanengo                                                  | Pro tempore in seguito al decesso di Enríquez (secondo mandato) Lasciò in largo anticipo l’incarico per essere nominato Reggente del Consiglio di Stato e Castiglia. Già Reggente e poi Presidente del Supremo Consiglio d’Italia, nonché Gran Cancelliere e Cancelliere Vicario | Filippo III di Spagna |
| 2 ottobre 1610     | 28 dicembre 1610                           | Diego Portugal y Pimentel, marchese di Gelves                                      | Pro tempore come Capitano Generale, Governatore e Castellano, in seguito alle dimissioni di Don Diego Salazar. Già Presidente del Consiglio di Guerra | Filippo III di Spagna |
| 28 dicembre 1610   | 4 maggio 1612                              | Juan Fernández de Velasco, duca di Frias e connestabile di Castiglia               | Terzo mandato | Filippo III di Spagna |
| 4 maggio 1612      | settembre 1615                             | Juan de Mendoza y Velasco, marchese di la Hinojosa                                 | | Filippo III di Spagna |
| 26 settembre 1615  | febbraio 1618                              | Pedro de Toledo, marchese di Villafranca                                           | |                       |
| 13 febbraio 1618   | marzo 1626                                 | Gómez Suárez de Figueroa y Córdoba, duca di Feria                                  | Primo mandato |                       |
| 31 marzo 1626      | ottobre 1627                               | Gonzalo Fernández de Córdoba, principe di Maratea                                  | | Filippo IV di Spagna  |
| 14 ottobre 1627    | marzo 1628                                 | Ferdinando Afán de Ribera y Enríquez, duca d'Alcalà                                | Non occupò la carica | Filippo IV di Spagna  |
| 17 marzo 1628      | luglio 1629                                | Gonzalo Fernández de Córdoba, principe di Maratea                                  | Mai insediato a causa della guerra di successione di Mantova e del Monferrato. Cedette incarico e pieni poteri a Don Antonio Ferrer. Rimosso per insuccesso militare | Filippo IV di Spagna  |
| 2 marzo 1628       | settembre 1629                             | Antonio Ferrer, conte di Sant Feliu                                                | Ad interim (primo mandato) L’incarico e i pieni poteri gli furono concessi per tutta la durata della guerra di successione di Mantova e del Monferrato. Già Reggente del Supremo Consiglio d’Italia, Gran Cancelliere e Cancelliere di Aragona | Filippo IV di Spagna  |
| 16 luglio 1629     | 25 settembre 1630                          | Ambrogio Spinola, marchese di Los Balbases                                         | Non esercitò a causa della guerra di successione di Mantova e del Monferrato e della Peste di Milano, quindi morì in carica. L’incarico fu esercitato da Don Antonio Ferrer | Filippo IV di Spagna  |
| febbraio 1630      | novembre 1631                              | Antonio Ferrer, conte di Sant Feliu                                                | De facto e pro tempore come Reggente Governatore fino a settembre 1630, quindi ad interim (secondo mandato) L’incarico e i pieni poteri gli furono concessi per tutta la durata della Peste di Milano e a causa del protrarsi della guerra di successione di Mantova e del Monferrato. Restituì le mansioni a crisi finita. Già Reggente del Supremo Consiglio d’Italia, Gran Cancelliere e Cancelliere di Aragona | Filippo IV di Spagna  |
| 20 settembre 1630  | aprile 1631                                | Alvaro de Bazán, marchese di Santa Cruz                                            | Mai insediato a causa della guerra di successione di Mantova e del Monferrato e della Peste di Milano. L’incarico rimase a Don Antonio Ferrer | Filippo IV di Spagna  |
| 18 aprile 1631     | gennaio 1633                               | Gómez Suárez de Figueroa y Córdoba, duca di Feria                                  | Secondo mandato Inizialmente cedette incarico e pieni poteri a Don Antonio Ferrer a causa della Peste di Milano e del protrarsi della guerra di successione di Mantova e del Monferrato. Fu insediato ed esercitò a partire da novembre 1631 | Filippo IV di Spagna  |
| 22 gennaio 1633    | 23 settembre 1633                          | Cardinale-Infante Ferdinando d'Asburgo                                             | | Filippo IV di Spagna  |
| 23 settembre 1633  | luglio 1635                                | Cardinale Gil Carrillo de Albornoz                                                 | Prima ad interim, poi effettivo dal 6 gennaio 1635 | Filippo IV di Spagna  |
| 11 luglio 1635     | settembre 1635                             | Ferdinando Afan de Ribera, duca d'Alcalà                                           | Non occupò la carica | Filippo IV di Spagna  |
| 24 settembre 1635  | dicembre 1640                              | Diego Felippez de Guzman, marchese di Leganés                                      | | Filippo IV di Spagna  |
| 19 dicembre 1640   | giugno 1643                                | Juan de Velasco de la Cueva y Pacheco, conte di Sirvela                            | | Filippo IV di Spagna  |
| 20 giugno 1643     | settembre 1645                             | Antonio Sancho Dávila de Toledo y Colonna, marchese di Velada                      | | Filippo IV di Spagna  |
| 18 settembre 1645  | settembre 1647                             | Bernardino Fernández de Velasco y Tovar, duca di Frias e connestabile di Castiglia | | Filippo IV di Spagna  |
| 30 settembre 1647  | giugno 1648                                | Íñigo Fernández de Velasco, conte di Haro                                          | Pro tempore, sostituì il padre | Filippo IV di Spagna  |
| 25 giugno 1648     | dicembre 1655                              | Luis de Benavides Carrillo y Toledo, marchese di Caracena                          | | Filippo IV di Spagna  |
| 2 dicembre 1655    | 3 agosto 1656                              | Cardinale Teodoro Trivulzio                                                        | Morto in carica | Filippo IV di Spagna  |
| 3 agosto 1656      | febbraio 1660                              | Alfonso Perez de Vivero, conte di Fuensaldaña                                      | | Filippo IV di Spagna  |
| 15 dicembre 1657   | 21 febbraio 1658                           | Inigo Velez de Guevara y Tassis, conte di Oñate                                    | Morì prima di assumere la carica; rimase governatore il conte di Fuensaldaña | Filippo IV di Spagna  |
| 26 febbraio 1660   | marzo 1662                                 | Francesco Caetani, duca di Sermoneta                                               | |                       |
| 19 marzo 1662      | 29 marzo 1668                              | Luis de Guzmán Ponce de Leon, conte di Villaverde                                  | Morto in carica |                       |
| 31 marzo 1668      | giugno 1668                                | Paolo Spinola, marchese di Los Balbases                                            | Primo mandato | Carlo II di Spagna    |
| 26 giugno 1668     | 26 dicembre 1668                           | Francisco de Orozco, marchese di Olias                                             | Morto in carica | Carlo II di Spagna    |
| 1 febbraio 1669    | marzo 1669                                 | Paolo Spinola, marchese di Los Balbases                                            | Secondo mandato | Carlo II di Spagna    |
| 6 marzo 1669       | luglio 1673 (di fatto fino al luglio 1674) | Gaspar Tellez Girón, duca di Osuna                                                 | Antonio López de Ayala y Velasco, IX conte di Fuensalida, viene nominato comandante militare nel 1671. | Carlo II di Spagna    |
| luglio-agosto 1673 | ottobre 1678                               | Claude Lamoral I di Ligne, principe di Ligne                                       | | Carlo II di Spagna    |
| 17 ottobre 1678    | gennaio 1686                               | Juan Tomás Enríquez de Cabrera, conte di Melgar                                    | Prima ad interim e poi effettivo dal 26 agosto 1680 | Carlo II di Spagna    |
| 22 gennaio 1686    | aprile 1691                                | Antonio López de Ayala y Velasco, IX conte di Fuensalida                           | | Carlo II di Spagna    |
| 1 aprile 1691      | gennaio 1698                               | Diego Dávila Mesía y Guzmán, marchese di Leganés                                   | In origine era stato nominato Don Diego Iñiguez de Abarca marchese di Sangüesa, già Gran Cancelliere, ma questi rinunciò al posto per essere nominato Reggente del Supremo Consiglio d’Italia | Carlo II di Spagna    |
| gennaio 1698       | aprile 1698                                | Vicente Pérez de Araciel y Rada, arcivescovo di Saragozza                          | Pro tempore Già Reggente del Supremo Consiglio d’Italia e Gran Cancelliere | Carlo II di Spagna    |
| 22 aprile 1698     | 19 settembre 1706                          | Carlo Enrico di Lorena, principe di Vaudemont                                      | | Carlo II di Spagna    |

Milano fu presa dall'esercito austriaco il 26 settembre 1706 durante la guerra di successione spagnola. Il possesso austriaco venne confermato dal trattato di Utrecht.

## Il Governatore durante il periodo austriaco
Durante il periodo della dominazione austriaca, che coprì sostanzialmente tutto il XVIII secolo, il governatorato di Milano rappresentava uno dei punti cardine dell'amministrazione austriaca.
Lo stesso imperatore, infatti, si fregiava dell'antico titolo di Duca di Milano e godeva dei benefici di nominare un proprio rappresentante nei domini che egli possedeva nell'Italia settentrionale.
La maggior parte dei governatori di questo periodo furono in prevalenza aristocratici di origine austriaca e comunque nessuno fu un lombardo d'origine, fatto rilevante questo per definire la cura degli affari di stato da parte della corte imperiale.

### Governatori del periodo austriaco
- Principe Eugenio di Savoia 1706-1716
  - Marchese Pirro Visconti 1710-1716 (de facto)
- Principe Maximilian Karl zu Löwenstein-Wertheim-Rochefort 1717-1718, morto in carica
- Conte Girolamo Colloredo-Waldsee 1719-1725
- Conte Wirich Philipp von Daun 1725-1733

Occupazione sarda 1733-1736 (Carlo Emanuele III di Savoia)
- Conte Otto Ferdinand von Abensperg und Traun 1736-1743
- Principe Johann Georg Christian von Lobkowitz 1743-1745
  - Giovanni Luca Pallavicini 1744-1745 (de facto)

Occupazione spagnola 1745-1746 (Filippo di Borbone)
- Giovanni Luca Pallavicini 1745-1747
- Conte Ferdinando Bonaventura von Harrach 1747-1750
- Giovanni Luca Pallavicini 1750-1754
- Francesco III d'Este, Duca di Modena e Reggio 1754-1771, amministratore della lombardia austriaca con
  - Arciduca Pietro Leopoldo d'Austria 1754-1765 (titolare)
    - Conte Beltramo Cristiani 1754-1758 (Reggente; de facto per il Duca di Modena e Reggio)
    - Conte Manuel Amor di Soria 1759 (pro tempore dopo Beltramo Cristiani)[5]
    - Conte Karl Joseph von Firmian 1759-1771 (de facto per il Duca di Modena e Reggio)

  - Arciduca Ferdinando d'Asburgo-Este 1765-1771, (titolare)
- Arciduca Ferdinando d'Asburgo-Este 1771-1796
  - Conte Karl Joseph von Firmian 1771-1782 (de facto per Ferdinando d'Asburgo-Este)
  - Johann Joseph Wilczek 1782-1796 (de facto per Ferdinando d'Asburgo-Este)

Repubblica francese 1796-1799
- Conte Luigi Cocastelli 1799-1800 (Commissario imperiale)